# La Paille Village
La Paille Village es una villa de Trinidad y Tobago, que forma parte de la región de Tunapuna-Piarco.

## Geografía
La villa abarca parte de la isla Trinidad y limita al norte con St. Augustine South y Pasea Extension, al sur con Frederick Settlement, al este con Caroni Village y al oeste con Spring Village.

## Demografía
Datos demográficos de la villa de La Paille Village:
| Gráfica de evolución demográfica de La Paille Village entre 2000 y 2011 |
|                                                                         |